# Gérard Alezard
Gérard Alezard, né le 7 janvier 1936 à Dreux, est un syndicaliste et militant politique français.

## Biographie
Gérard Alezard est ingénieur de recherche au laboratoire central des Ponts et Chaussées.
Syndicaliste membre depuis 1957de la Confédération générale du travail (CGT), il fait partie du bureau confédéral de 1982 à 1995. Militant du Parti communiste français (PCF), auquel il adhère en 1960, il est membre du comité central de 1979 à 1996.
Il est également premier vice-président du Conseil économique et social de 1999 à 2004 et président du groupe CGT de cette institution de 1984 à 2003.

## Distinctions
Il a été nommé chevalier de la  Légion d'honneur le 8 avril 1998, sous la troisième cohabitation.

## Ouvrage
- Gérard Alezard, Lydia Brovelli, Gérard Delahaye, Jean-Michel Leterrier, Faut-il réinventer le syndicalisme ?, Paris, L'archipel, coll. « Batailles », 1995, 171 p. (ISBN 2-84187-016-2)[5].